# Castillo de Curwood
El castillo de Curwood es un pequeño fortín ubicado en Owosso, Míchigan, Estados Unidos.

## Historia
Fue construido en 1922 y fue el hogar del novelista y conservacionista norteamericano James Oliver Curwood (Owosso, 1878 - 13 de agosto de 1927). En una de las torres que conforman el castillo, Curwood se dedicó a estudiar la escritura. Narró en innumerables ocasiones historias y novelas relacionadas con las aventuras de hombres y animales que habitaban en los bosques; gran parte de sus historias fueron llevadas al cine, siendo Nell Shipman una de las principales protagonistas.
Construyó este hermoso castillo cerca del río Shiawassee. El exterior del castillo está hecho de una pasta de grano fino llamada estuco. Esta pasta fue labrada por el mismo Curwood y el color que eligió fue el amarillo. El techo está construido con rocas metamórficas homogéneas de color negro azulado; estas rocas se conocen con el nombre de pizarra. Curiosamente, la estructura no contiene áreas propias de un castillo, como habitaciones o salas donde se pueda comer. Curwood también fue un conservacionista y fue designado por la Comisión de Conservación de Míchigan en 1926. Murió un año más tarde a los 48 años.
Anualmente se lleva a cabo el festival Curwood, que sirve para homenajear y recordar la vida y obra de James Oliver Curwood. Se celebran actividades para eventos deportivos, musicales, caninos, maratónicos y de concursos relacionados con automóviles.